# Синонімічний ряд
Синонімічний ряд — це група слів (синонімів), що об'єднані спільним основним значенням. Синонімічні ряди об'єднують слова з гранично близькою семантикою, що належать до однієї частини мови. Відхилення пояснюється можливостями вживання однієї частини мови в значенні іншої: багато, чимало, безліч, сила, сила-силенна, маса, тьма, тьма-тьмуща, хмара. У випадку коли слово багатозначне, то кожне його окреме значення входить у різні синонімічні ряди: тихий, неголосний, приглушений (спів, гомін); тихий, повільний, неквапливий (течія, їзда); тихий, безтурботний, спокійний (життя, радість). 
Синонімічні ряди не замкнені, вони можуть постійно поповнюватися новими словами, втрачати застарілі слова.
Синонімічні слова групуються в синонімічний ряд навколо стрижневого слова, або домінанти. Стрижневе слово є носієм основного значення, спільного для всього синонімічного ряду, стилістично нейтральне, найуживаніше й у словниках синонімів ставиться першим. Наприклад, кричати, горлати, лементувати, галасувати, репетувати, верещати, волати.
Багатозначне слово залежно від його конкретних значень може бути стрижневим різних синонімічних рядів:
- Добрий (про людину) — чуйний, співчутливий, доброзичливий, щирий, людяний, уважний, приязний, прихильний;

- добрий (про врожай) — багатий, високий, щедрий, рясний, великий.